# Shirley Temple
Shirley Temple Black (nata Shirley Jane Temple; Santa Monica, 23 aprile 1928 – Woodside, 10 febbraio 2014) è stata un'attrice, cantante, ballerina e diplomatica statunitense.
Famosa enfant prodige del cinema, soprannominata "riccioli d'oro", sullo schermo interpretava personaggi di bambine dolci e leziose, ma dotate nel contempo di un acume e di una saggezza impressionanti per la loro età. Da adulta si è dedicata alla carriera di ambasciatrice, usando il nome da sposata Shirley Temple Black.
L'American Film Institute ha inserito Temple al diciottesimo posto tra le più grandi star della storia del cinema.

## Biografia

### Infanzia

#### L'inizio della carriera cinematografica

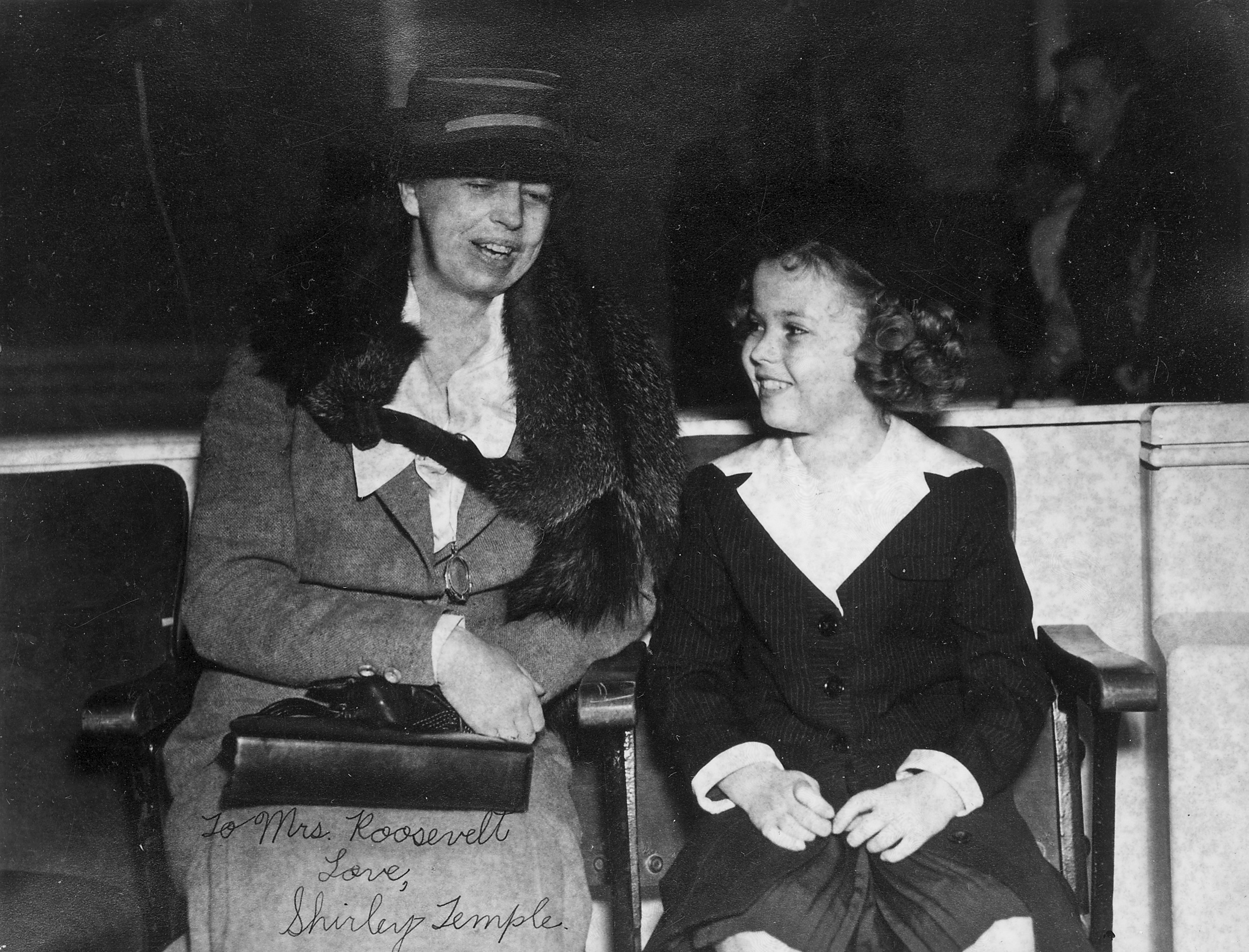
"Riccioli d'oro" con la First Lady Eleanor Roosevelt

Shirley Temple nacque a Santa Monica, oggi sobborgo di Los Angeles, da George Francis Temple (1888-1980), un affarista e banchiere, e Gertrude Amelia Krieger (1893-1977), una casalinga ex-ballerina; aveva due fratelli maggiori, Jack (1915-1985) e George Jr. (1919-1996). Gertrude, riversando sull'unica figlia femmina le sue ambizioni di ballerina mancata, iniziò a farla partecipare a continue audizioni nella vicina Hollywood.
La piccola Shirley, poco dopo aver imparato a camminare, a soli tre anni prendeva lezioni di ballo alla Meglin's Dance School di Los Angeles. La sua carriera cinematografica cominciò quando Charles Lamont, un direttore di casting della Educational Pictures, visitò la sua classe. Benché Shirley si fosse nascosta dietro un pianoforte, fu scelta da Lamont, invitata alle audizioni, quindi assunta dalla Educational.
Temple lavorò per la Educational dal 1931 al 1934, apparendo in due serie prodotte dallo studio. La sua prima serie, Baby Burlesks, satireggiava recenti produzioni cinematografiche ed eventi politici. Temple e i suoi colleghi erano vestiti spesso solo di un pannolino, o in alternativa indossavano indumenti da adulti. A causa dell'esposizione di bambini in atteggiamenti da adulti, la serie è oggi considerata controversa. La sua seconda serie per la Educational, Frolics of Youth, fu più accettabile, e la mostrava come la sorellina pestifera di un ragazzo in una famiglia della periferia suburbana.
Con i suoi primi lavori cinematografici, anche il suo look cambiò: Shirley aveva infatti i capelli castani scuri e quasi lisci e diventò biondissima e tutta riccioli. Questo aspetto fu suggerito dai produttori, che si ispirarono a Mary Pickford, e la madre iniziò a sistemare ogni mattina i capelli della sua bambina in 56 boccoli perfetti.
Mentre lavorava per la Educational Pictures, Temple apparve come comparsa in film di altri studios. Per anni si è affermato che le fu offerto un ruolo di rilievo nella serie Our Gang di Hal Roach (conosciuta come Simpatiche Canaglie) nei primi anni trenta, ma che, per vari motivi, non ebbe mai la parte. Roach affermò che Shirley e sua madre non furono in grado di realizzare un nastro per l'audizione, mentre il produttore e regista Robert F. McGowan dichiarò che lo studio voleva assumere la bambina, ma che la madre richiese per Shirley un contratto da star. Temple, nella sua autobiografia Child Star, negò di aver mai partecipato ad una audizione di Our Gang.

#### Stella della 20th Century Fox

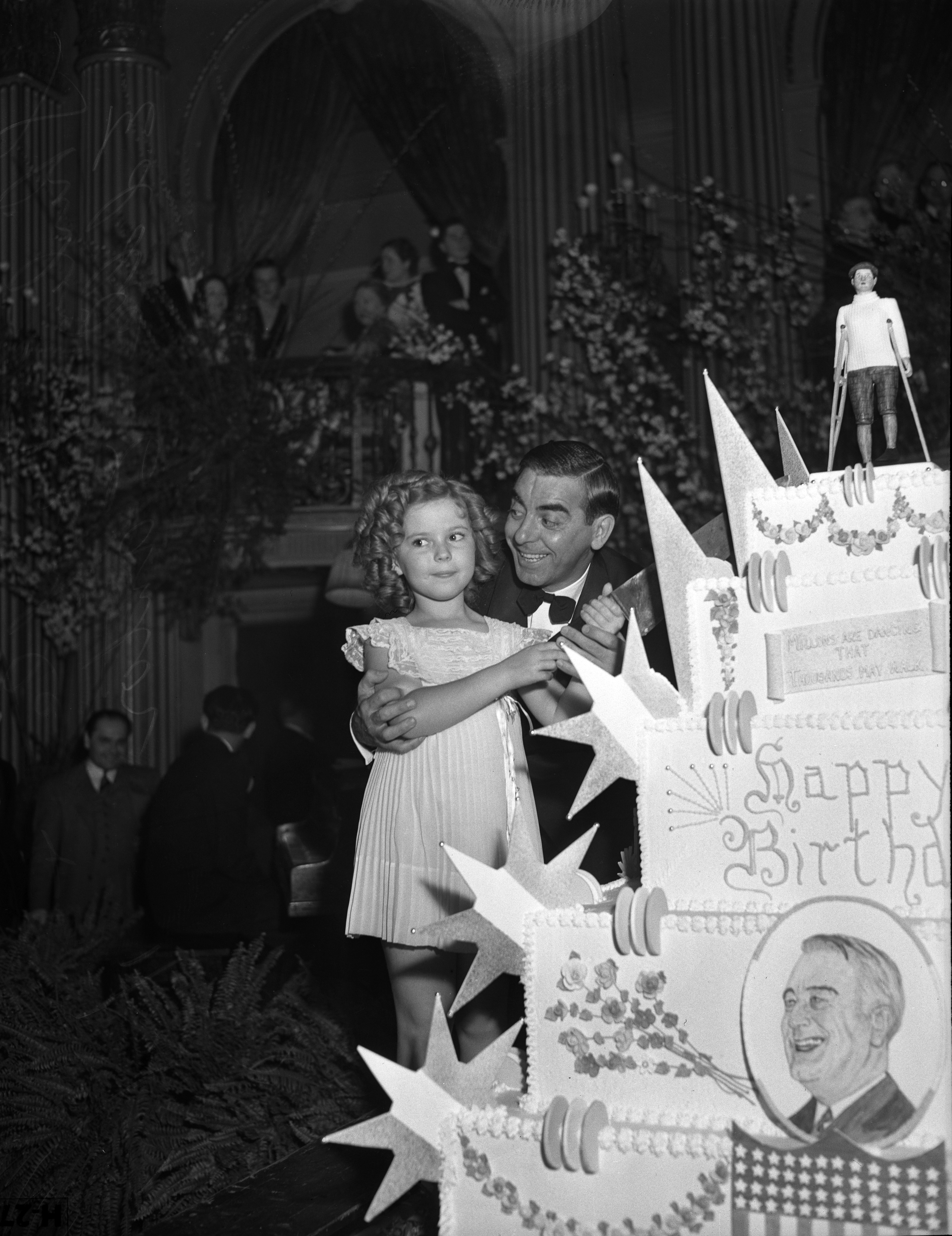
Shirley Temple ed Eddie Cantor celebrano il compleanno di Roosevelt, nel 1937

Dopo la sua apparizione in Il trionfo della vita (1934), un film di propaganda rooseveltiana con James Dunn, Temple fu scritturata dalla Fox Film Corporation (che successivamente si fuse con la 20th Century Pictures per diventare la 20th Century Fox).             Successivamente, sarebbe apparsa in coppia con Dunn in innumerevoli film, come Piccola stella (1934) e, in particolare, lo strappalacrime La mascotte dell'aeroporto (1934), prodotto da Sol M. Wurtzel, che le valse un Oscar giovanile (premio inventato appositamente per lei). Fu questo il film che salvò la Fox dalla bancarotta nel 1934, all'apice della Grande depressione. In questo film Temple cantò per la prima volta la canzoncina che sarebbe diventata uno dei suoi cavalli di battaglia, On the Good Ship Lollipop. A questa pellicola seguì poco dopo Riccioli d'oro (1935), nel quale canta un'altra celebre canzone, Animal Crackers in My Soup.

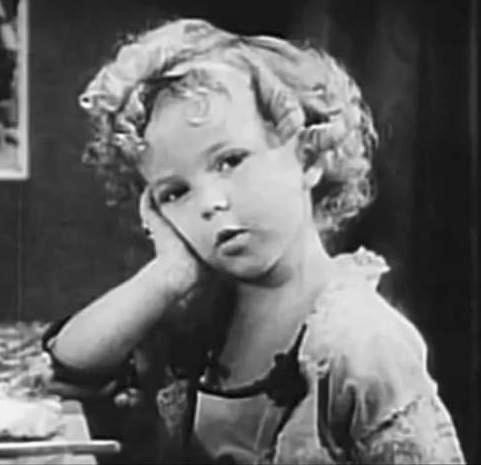
Shirley Temple in Glad Rags to Riches (1932), episodio della serie Baby Burlesks

Durante questo periodo, il punto più profondo della Grande Depressione, i suoi film portavano nella popolazione, afflitta dalla catastrofe economica, speranza ed ottimismo, al punto che il presidente Franklin D. Roosevelt in persona proclamò: "finché il nostro Paese avrà Shirley Temple, noi staremo bene" ("As long as our country has Shirley Temple, we will be all right"). Sempre Roosevelt sollecitò l'attenzione del governo nei confronti delle produzioni cinematografiche, sottolineandone l'importanza allo scopo di creare un'"atmosfera" favorevole alla ripresa ("è meraviglioso" disse "che per pochi centesimi ogni americano possa entrare in un cinema e vedere il sorriso di una bimba che gli ridarà la forza di andare avanti"). In 16 dei 20 film che Temple fece per la Fox, interpretò personaggi con almeno un genitore morto. Ciò faceva parte della formula dei suoi film, che incoraggiavano il pubblico adulto ad identificarsi con il suo genitore.
Temple divenne l'attrice più pagata della Fox. Il suo contratto fu rinnovato innumerevoli volte tra il 1933 ed il 1935, ed ella fu anche scritturata dalla Paramount per due suoi film di successo, nel 1934, Little Miss Marker e Rivelazione. Per ben quattro anni di seguito, fu al top delle star più pagate di Hollywood, e la Fox le corrispose 20.000 dollari alla settimana. Nella categoria femminile, la Temple era di gran lunga al di sopra di Greta Garbo, mentre solo Cary Grant la superava in termini assoluti. Il certificato di nascita della Temple fu modificato per prolungarle l'infanzia: la data di nascita fu spostata dal 1928 al 1929. Shirley non conobbe la sua reale data di nascita fin quando non ebbe compiuto 13 anni. Film come Il piccolo colonnello (1935), La piccola ribelle (1935), Rondine senza nido (1938) e Dietro l'angolo (1938). Fu Robinson stesso a sviluppare la scenografia per molti dei suoi film.

#### I film della seconda metà degli anni trenta

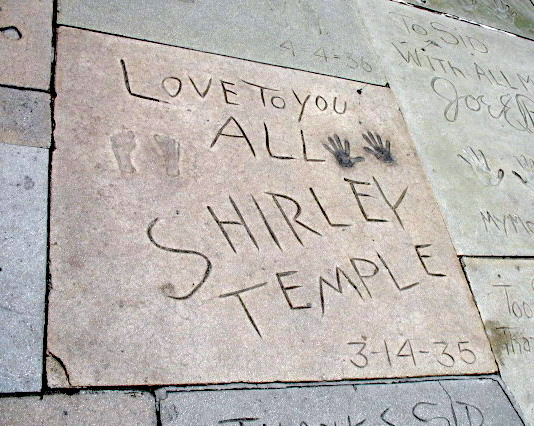
Impronta di Shirley Temple all'esterno del Grauman's Chinese Theatre

Il successo conquistato nei primi anni trenta si stabilizzò nella seconda metà del decennio: per quasi tutto il lustro Shirley fu ai vertici dello star system. Lo schema su cui si basarono i suoi film, a partire da Little Miss Marker e La mascotte dell'aeroporto, fu sempre il medesimo: genitori in pericolo o morti, presenza di qualcuno che desidera strappare la protagonista all'unica persona adulta (di solito anziana) a cui ella vuole bene.
Nel 1935 Shirley interpretò due film storici ambientati durante la Guerra di secessione o negli anni immediatamente successivi: La piccola ribelle e Il piccolo colonnello. Nel primo ella assiste alla morte della madre e salva per ben due volte il padre, commuovendo dapprima un generale dell'esercito nordista, poi persino il presidente Lincoln in persona. Nel secondo riesce a riappacificare il nonno, vecchio sudista, coi suoi genitori nordisti.
In entrambe le pellicole, Temple si dimostrò capace di danzare e di eseguire complicate coreografie di tip-tap, accanto ad un abile ballerino come Bill "Bojangles" Robinson, uno dei più grandi ballerini neri di tutti i tempi, come nel celebre "tip-tap sulle scale"; quest'ultima danza, in cui Shirley si presenta mano nella mano con Robinson, provocò il boicottaggio in alcuni Stati del sud, che ritennero inaccettabile che un nero toccasse una bambina bianca. Questi film risultavano dunque "progressisti" per l'epoca, e nonostante questo alcune scene sono state censurate nelle edizioni moderne a causa degli stereotipi razziali in essi contenuti.
Di poco successivi furono Capitan Gennaio e La reginetta dei monelli (titolo originale Dimples, ossia fossettine, riferendosi alle celebri fossette sulle guance dell'attrice, ma anche con un evidente gioco di parole col cognome Temple). Nel primo, tratto da un vecchio film muto con protagonista Baby Peggy, Shirley, adottata da un anziano marinaio che l'ha trovata sulla costa dopo un naufragio, rischia di non poterlo più rivedere quando rispunta una coppia di parenti dei veri genitori; in questo film balla vestita da marinaretta At the coldfish ball. Nel secondo è una povera orfanella nella New York del XIX secolo che vive col nonno, un ex attore in declino che sfrutta il talento di ragazzi che si esibiscono per strada per derubare i ricchi spettatori. Dopo un po' anche una ricca vedova la vuole con sé e offre al povero vecchio una cospicua somma di denaro in cambio della nipotina. In questo film, oltre a vari balletti, vi è una controversa parodia de La capanna dello zio Tom.
Subito dopo, Shirley girò in pochi giorni il bizzarro Cin Cin, in cui interpretò l'orfana di una famiglia di missionari anglosassoni in Cina: in questo improbabile film di cassetta la piccola attrice parlò addirittura in cinese maccheronico e cantò la sua celebre ninnananna Goodnight My Love. A partire dal 1936, in concomitanza col "ritorno alla campagna" propagandato in quel periodo da Roosevelt nell'ambito del New Deal, l'ambientazione dei film della Temple venne mutata: pur mantenendo lo schema abituale, la scena si spostò per lo più in ambienti rurali e Shirley, da bambina nata in un contesto socioculturale suburbano, si trasforma in una sorta di pastorella costretta a recarsi in città, ma desiderosa di tornare in campagna, ove l'aspettano coloro che le vogliono bene.
Il primo esempio di questo nuovo filone fu Zoccoletti olandesi (1937), ossia Heidi, tratto da un romanzo di Johanna Spyri, cui seguì Rondine senza nido (1938), rifacimento di un film di Mary Pickford tratto da un romanzo di Kate Douglas Wiggin, in cui Shirley, andata a vivere in campagna presso una famiglia che vive nella fattoria di Sunnybrook, riesce a sfondare come star radiofonica. In questo film vi è un'intera sequenza di circa due minuti costituita da un unico primo piano di Shirley che canta una dietro l'altra un medley di tutte le sue canzoni dei film precedenti, suonando il piano e scatenandosi in una serie di espressioni ora gioiose ora tristi, mentre il suo volto occupa completamente lo schermo.

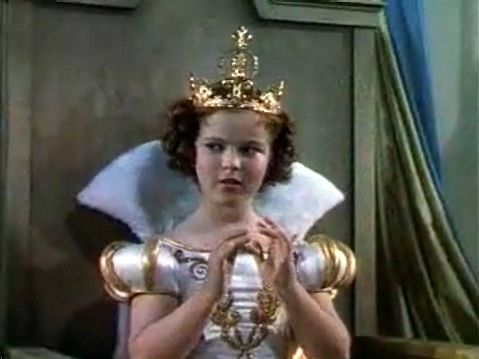
Shirley Temple nella pellicola La piccola principessa

Seguirono altri due film, L'idolo di Broadway (1938), in cui Shirley, uscita come al solito da un orfanotrofio, sfonda come ballerina a Broadway, e Dietro l'angolo (1938), in cui, bambina ricca orfana di madre, tornata dal collegio scopre che il padre è sul lastrico: ma, anziché disperarsi, subito cerca il lato positivo della cosa (lo si potrebbe definire un caso di Sindrome di Pollyanna). Ci fu poi spazio per un film più impegnativo, diretto da John Ford e tratto da un racconto di Kipling: Alle frontiere dell'India (1937), ambientato in India, in cui la Temple, figlia di colonizzatori inglesi, riesce a diventare amica del capo di una tribù ribelle. Tema simile (rapporti tra anglosassoni e colonizzati) ebbe il film successivo, una sorta di western dal titolo Susanna e le giubbe rosse (1939), in cui la Temple, orfana di una famiglia di pionieri uccisa dagli indiani e salvata dalle giubbe rosse, entra in contatto con un piccolo pellerossa e alla fine convince il suo popolo a sotterrare l'ascia di guerra e a non attaccare più i bianchi. Il 23 febbraio, durante la cerimonia degli Oscar, Shirley Temple, allora decenne, consegnò a Walt Disney l'Oscar alla carriera (e sette statuette in miniatura) per Biancaneve e i sette nani.
Nello stesso 1939, Shirley perse il ruolo di Dorothy, originariamente pensato per lei, per il celebre musical Il mago di Oz. La 20th Century Fox infatti non le concesse di realizzare un film con la rivale MGM. Da questo momento iniziò la sua parabola discendente. Il successivo film, La piccola principessa (1939), girato in Technicolor, pur ottenendo buoni incassi, non raggiunse il successo che la major si aspettava, retrocedendo la Temple dal primo al sesto posto nella classifica dei maggiori attori.

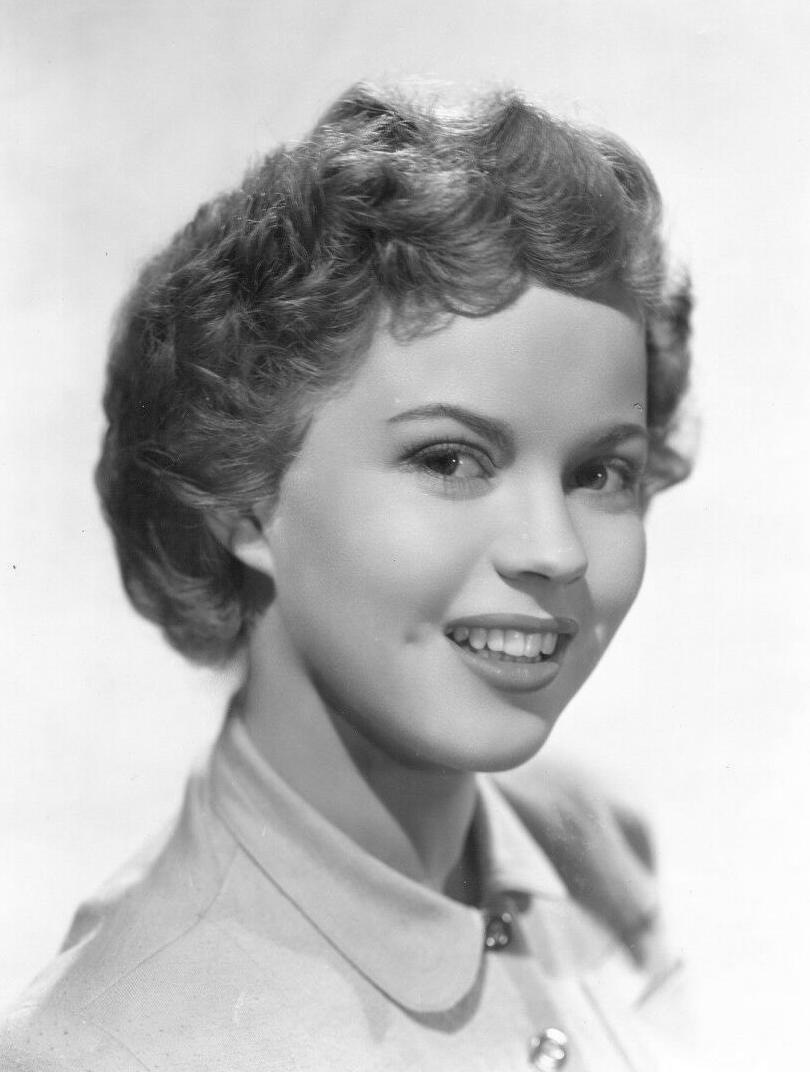
Shirley Temple nel 1949

Il tonfo arrivò poco dopo con Alla ricerca della felicità (1940), tratto dal racconto L'uccellino azzurro di Maurice Maeterlinck: questo film ad altissimo budget avrebbe dovuto, nelle intenzioni della Fox, bissare il successo del Mago di Oz, di cui riprendeva varie caratteristiche (tra cui la suddivisione in una parte in bianco e nero e l'altra in technicolor). Invece non ripagò minimamente i costi e venne ritirato prematuramente dalle sale. Apparve evidente che il pubblico non provava più simpatia per Shirley, ormai dodicenne. La Temple girò con la Fox un ultimo film, Non siamo più bambini (1940), in cui interpretò un'orfana adottata da una famiglia di commedianti. Il film si apre con una serie di scene tratte da film precedenti, da Il trionfo della vita  a Capitan Gennaio, quindi Shirley saluta simbolicamente il suo pubblico, ringraziandolo "dei tanti momenti felici trascorsi insieme". Subito dopo, la casa produttrice rescisse il contratto e sancì così la conclusione della carriera della Temple come "bambina prodigio".

#### Giudizi critici
Il successo della Temple fu così strepitoso da andare molto oltre il cinema. Negli anni trenta fu un vero fenomeno di costume, che in molti tentarono di spiegare con motivazioni sociali e psicologiche. Uno dei principali aspetti che si notano immediatamente è il legame tra la carriera della piccola attrice e il percorso degli Stati Uniti per uscire dalla Grande depressione, attraverso il New Deal rooseveltiano. Molti affermarono che Shirley, con il suo stesso aspetto fisico (viso paffuto con le celebri fossette sulle guance), "compensava" la vista deprimente dei bambini americani nei cinegiornali dell'epoca, magri, smunti, sporchi e rachitici a causa della povertà che affliggeva il paese.
Un'altra interpretazione del successo di Shirley presso il pubblico maschile dell'epoca la indica come opposto della figura del femminino rappresentata da Mae West. Alla donna aggressiva, dalla sessualità esplicita, si contrapponeva la fanciulla dolce ed indifesa, che ispirava negli uomini protezione. Non sempre il personaggio di Shirley Temple fu visto in una luce positiva. Nel 1937 il romanziere Graham Greene scrisse una recensione sulla rivista Night and Day sulla sua apparizione nel film Alle frontiere dell'India, ispirato ad un racconto di Rudyard Kipling in cui, riprendendo anche il giudizio di diversi critici precedenti, accusava deliberatamente gli ammiratori della Temple di pedofilia:
"Il caso della signorina Temple, tuttavia, è d'interesse peculiare: per lei l'infanzia è solo un travestimento, il suo appeal è più segreto e più adulto. Già due anni fa era un bel bocconcino (la sua infanzia, secondo me, si è conclusa con La piccola ribelle). In Capitan Gennaio indossa i pantaloni con la matura coscienza di una Dietrich: il culetto elegante e già ben sviluppato si dimena nel tip-tap, gli occhi in tralice ti cercano con maliziosa civetteria. Adesso, in Alle Frontiere dell'India, con quel gonnellino corto, è davvero uno schianto! Guardatela mentre corre tra le baracche indiane; ascoltate l'affannoso respiro di eccitazione dei suoi attempati spettatori quando il sergente la solleva in alto; osservate con che disinvoltura professionale squadra un uomo, con fossettine di depravazione. Sentimenti d'amore e di passioni adulte filtrano attraverso la maschera dell'infanzia, un'infanzia che è soltanto un velo. Tutto ciò è molto astuto, ma non può durare. Se i suoi ammiratori – signori di mezza età ed ecclesiastici – soggiacciono alla sua ambigua civetteria e alla vista del suo corpicino ben fatto e desiderabile, che trabocca di una smisurata vitalità, è solo perché la storia e la sceneggiatura alzano una barriera di sicurezza tra la loro ragione e il loro desiderio ".
Già negli anni precedenti Greene aveva recensito i film della Temple, talvolta lodandola ("non mi aspettavo un'energia così forte, che manca totalmente alle sue colleghe") ma notando anche che "Shirley Temple danza con grande vigore e capacità, ma gran parte del suo successo le deriva da quella civetteria matura quasi quanto quella di Miss Colbert e da quel corpo stranamente sviluppato, così voluttuoso in pantaloni di flanella grigia come quello di Miss Dietrich". Stavolta, però, i toni usati furono talmente eccessivi da causare uno scandalo: la madre di Shirley Temple e la casa produttrice lo denunciarono per diffamazione, e Greene fu accusato di perversione. La cosa ebbe notevole risalto sui giornali, costringendo Greene a fuggire dagli Stati Uniti, recandosi in Messico. La rivista Night and Day chiuse.
Anni dopo, ormai maggiorenne, la stessa Temple tornò sulla vicenda, in un ironico articolo pubblicato sul giornale. L'accusa di "lolitismo" ante-litteram però fece scuola, al punto che Vladimir Nabokov, dopo l'uscita del suo celebre romanzo, notò sarcasticamente che lui e la Temple erano "nati nello stesso giorno" (ma non nello stesso anno!)
Shirley Temple è ancora oggi considerata una delle principali figure della Hollywood classica; anche da questo punto di vista però non manca chi dà un giudizio negativo sul suo mito: la scrittrice afroamericana Toni Morrison, premio Nobel per la letteratura 1993, nel suo celebre romanzo L'occhio più azzurro, la considera uno stereotipo razzista.
Gli scrittori italiani Fruttero & Lucentini, in un articolo dal titolo Heil Shirley!, identificarono, sia pure ironicamente, le basi del successo della Temple come le medesime dei grandi dittatori coevi come Hitler:
"Non c'è un rapporto diretto e dimostrabile tra Shirley Temple e Adolf Hitler, tra i riccioli d'oro e le camere a gas. Ma gli anni sono pur quelli e l'occhio del postero distingue ormai senza sforzo dietro il mostruoso dittatore urlante la mostruosa frugoletta che canta le sue canzoncine. Piacevano, piacevano entrambi, piacevano irrazionalmente, cultisticamente, totalmente. Entrambi pescavano in quella cupa palude dove la massima sdolcinatezza confina con la massima ferocia, e forse la provoca".

### Adolescenza

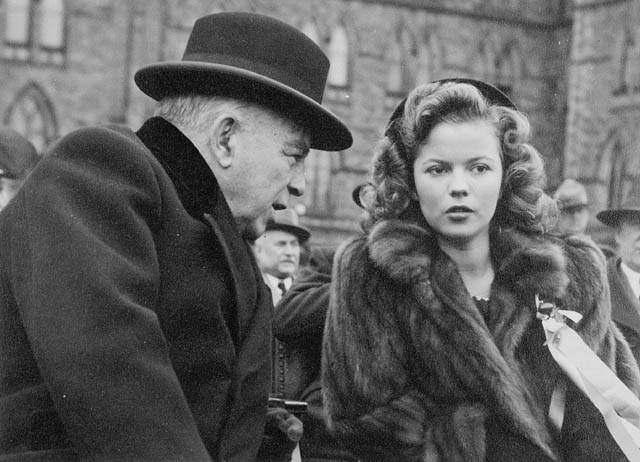
Shirley Temple all'età di sedici anni nel 1944 con William Lyon Mackenzie King, Primo ministro del Canada

Raggiunta l'adolescenza, e dopo la fine del contratto con la 20th Century Fox, Temple tentò il passaggio ad interpretazioni più adulte con il film Kathleen (1941), in cui impersonava appunto un'adolescente orfana di madre e in conflitto con il padre e la psichiatra cui il genitore l'aveva affidata. Il film ebbe scarsissimo successo e la MGM, che aveva prodotto la pellicola, rescisse il contratto. Ciononostante, Temple ci riprovò l'anno successivo con il film Miss Annie Rooney (1942), nel quale era una ragazzina irlandese innamoratasi di un ricco ragazzo WASP più grande di lei; questo film fu pubblicizzato come "Il primo film in cui Shirley Temple bacia un ragazzo!". Ma neanche la scena in cui, a metà della pellicola, scambia un bacio sulla bocca con il coprotagonista bastò ad assicurare il successo della commedia, che fu ritirata presto dalle sale.
Solo due anni dopo, grazie all'interessamento del produttore David O. Selznick, riuscì ad ottenere la parte di "sorellina minore" delle protagoniste di due film: Da quando te ne andasti e Al tuo ritorno entrambi del 1944. Successivamente poche furono le interpretazioni di rilievo e molti i fiaschi; fra i risultati migliori, Non parlare, baciami (1945), in cui era una ragazza che rimaneva incinta dopo aver "venduto" i suoi baci per sostenere l'esercito americano, Bella e bugiarda (1948), seguito del precedente, e la commedia L'intraprendente signor Dick (1947) anche qui nella parte della "sorellina minore" della co-protagonista interpretata da Myrna Loy, che s'innamora del protagonista interpretato da Cary Grant.
Nel 1945, all'età di 17 anni, Shirley sposò l'attore John Agar, cui farà ottenere una parte accanto a lei nel film Il massacro di Fort Apache (1948). Nonostante la nascita di una figlia, Linda Susan, il matrimonio si rivelerà un fallimento anche a causa dell'alcolismo di Agar; la Temple chiederà il divorzio per crudeltà nel 1950. Nel 1949, col flop clamoroso dei suoi ultimi film come Età inquieta e The Story of Seabiscuit (di cui sarà proposto un rifacimento, con maggior successo, 56 anni dopo), si ritirò dalle scene.

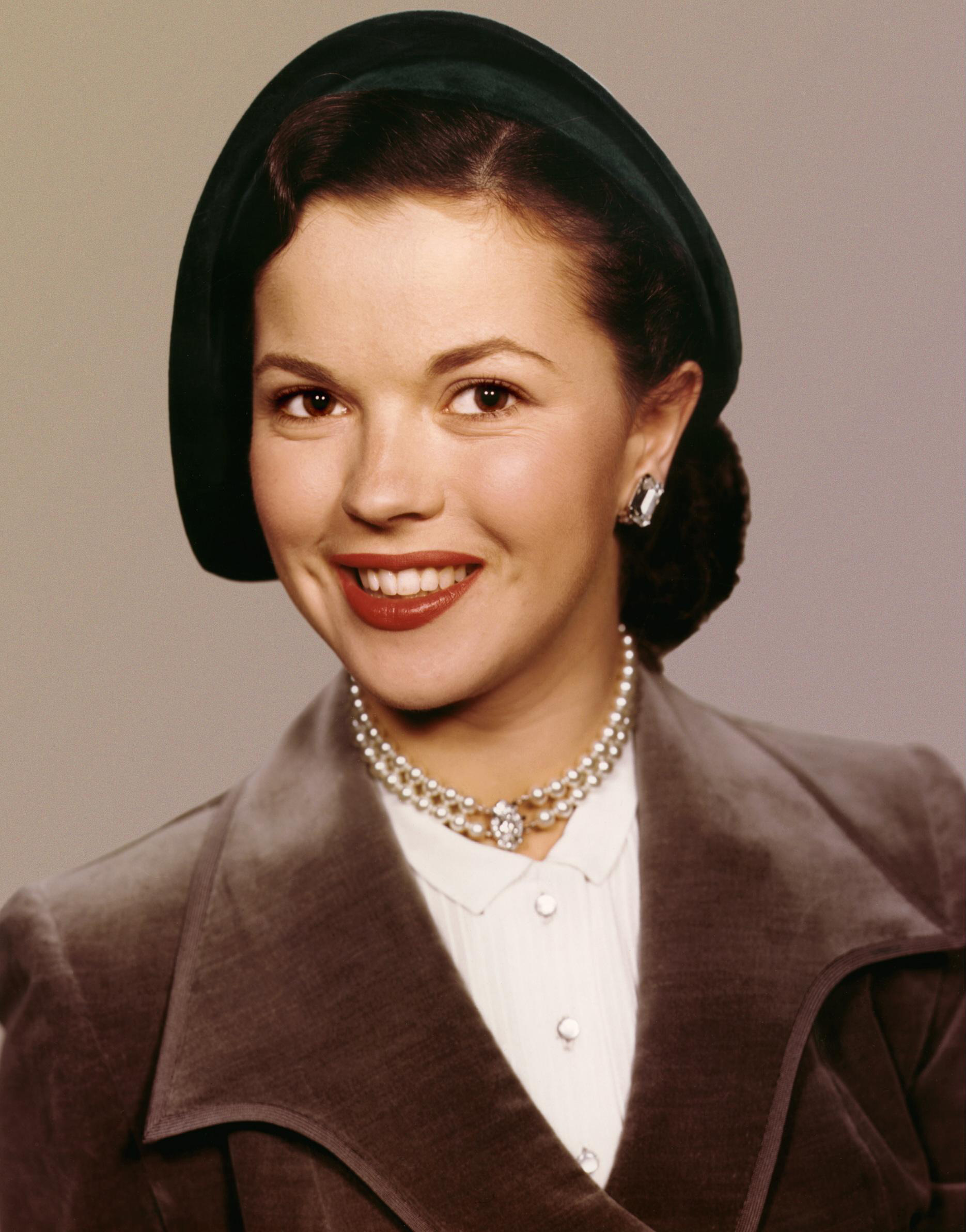
Shirley Temple nel 1948

### Età adulta e morte
Nove anni dopo il suo ritiro, nel 1958, la Temple tornò alla ribalta in una serie televisiva per bambini intitolata Shirley Temple's Storybook (in italiano Le grandi fiabe), che durò fino al 1961 ed ebbe un discreto successo, dopodiché Shirley abbandonò definitivamente l'attività di attrice.
Sempre nel 1950, si risposò con l'uomo d'affari californiano Charles Black (da cui avrà un figlio, Charles Alden Black, Jr., e una figlia, Lori Black), che le avrebbe candidamente rivelato di non aver mai visto nessuno dei suoi film. Diventata Shirley Temple Black, l'ex attrice si dedicò alla politica, candidandosi al Congresso degli Stati Uniti per il Partito Repubblicano nel 1967. 
Successivamente ricoprì diversi incarichi diplomatici: fu rappresentante degli USA presso l'ONU dal 1969 al 1970, e ambasciatrice degli USA in Ghana (1974-76) e Cecoslovacchia (1989-92). Circa il proprio incarico di ambasciatrice, così commentò: “È stato il miglior lavoro che io abbia mai avuto”. Venne nominata primo ufficiale onorario del Ministero degli esteri dal segretario di stato Usa George Shultz nel 1987.

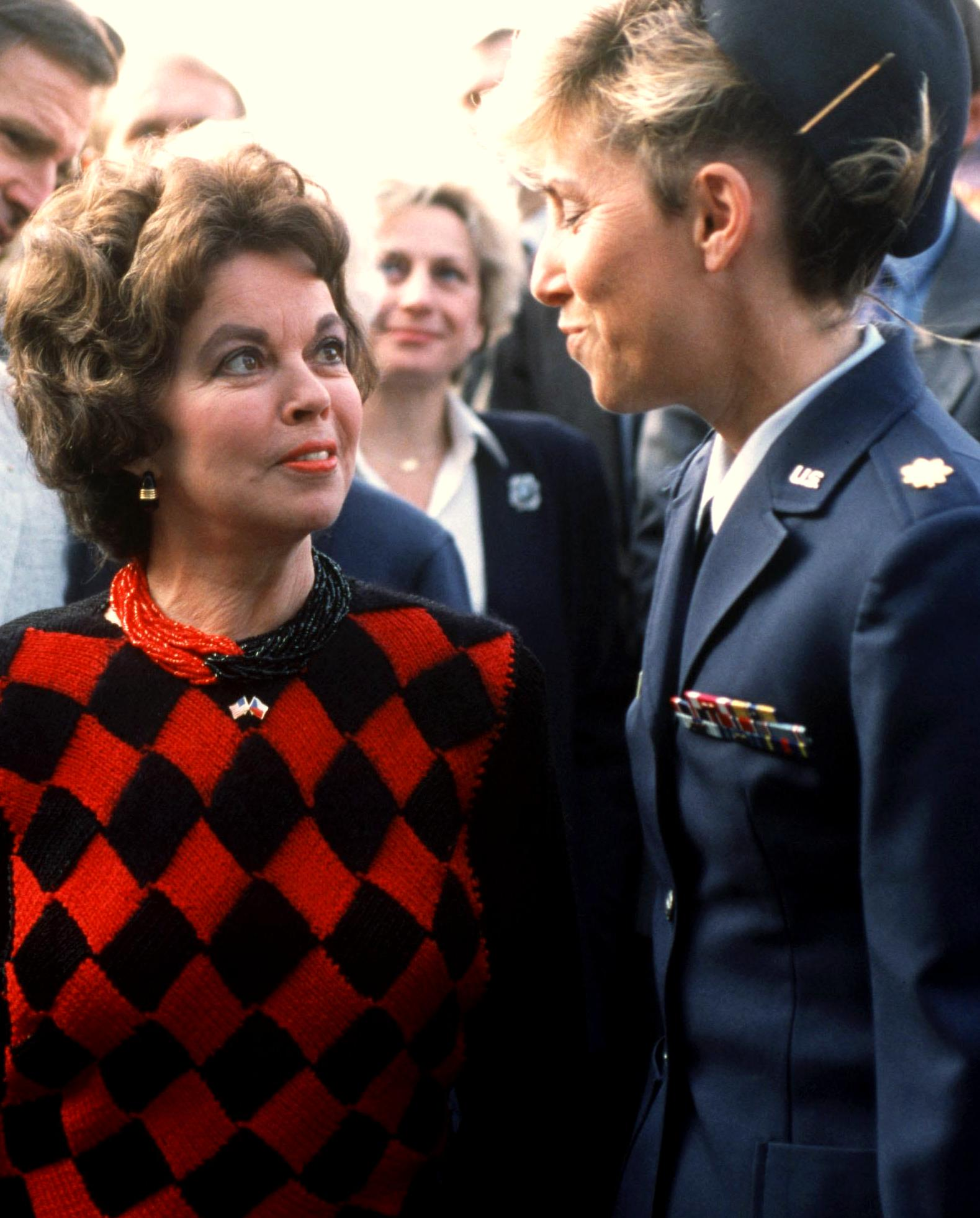
Shirley Temple (a sinistra) nel 1989, ai tempi dell'incarico come ambasciatrice degli Stati Uniti in Cecoslovacchia

Shirley Temple fece parte dei consigli di amministrazione di alcune grandi imprese tra cui The Walt Disney Company (1974-1975), Del Monte Foods, Bancal Tri-State e Fireman's Fund Insurance. I suoi incarichi no-profit includono l'Institute for International Studies presso la Standford University, il Council on Foreing Relations, il Council of American Ambassador, il World Affairs Council, la commissione degli Usa presso l'UNESCO, il National Committee per le relazioni USA-Cina, lo United Nations Association e lo USA Citizens's Space Task Force.
Shirley Temple fu insignita di un dottorato onorario dalla Santa Clara University e dalla Lehigh University, un tributo dal College di Notre Dame e dalla Yale University. Inoltre è spesso ricordata come il primo personaggio pubblico ad aver parlato pubblicamente di tumore al seno: in un'intervista pubblicata sul sito web dell'American Cancer Society, l'attrice Barbara Barrie ha dichiarato:
Shirley Temple apparve sulla copertina del periodico People nel 1999 con il titolo Picture Perfect e successivamente lo stesso anno come parte di uno speciale servizio intitolato “Sopravvivere al tumore al seno”. Apparve al 70º Academy Awards e lo stesso anno ricevette il premio Kennedy Center Honors.

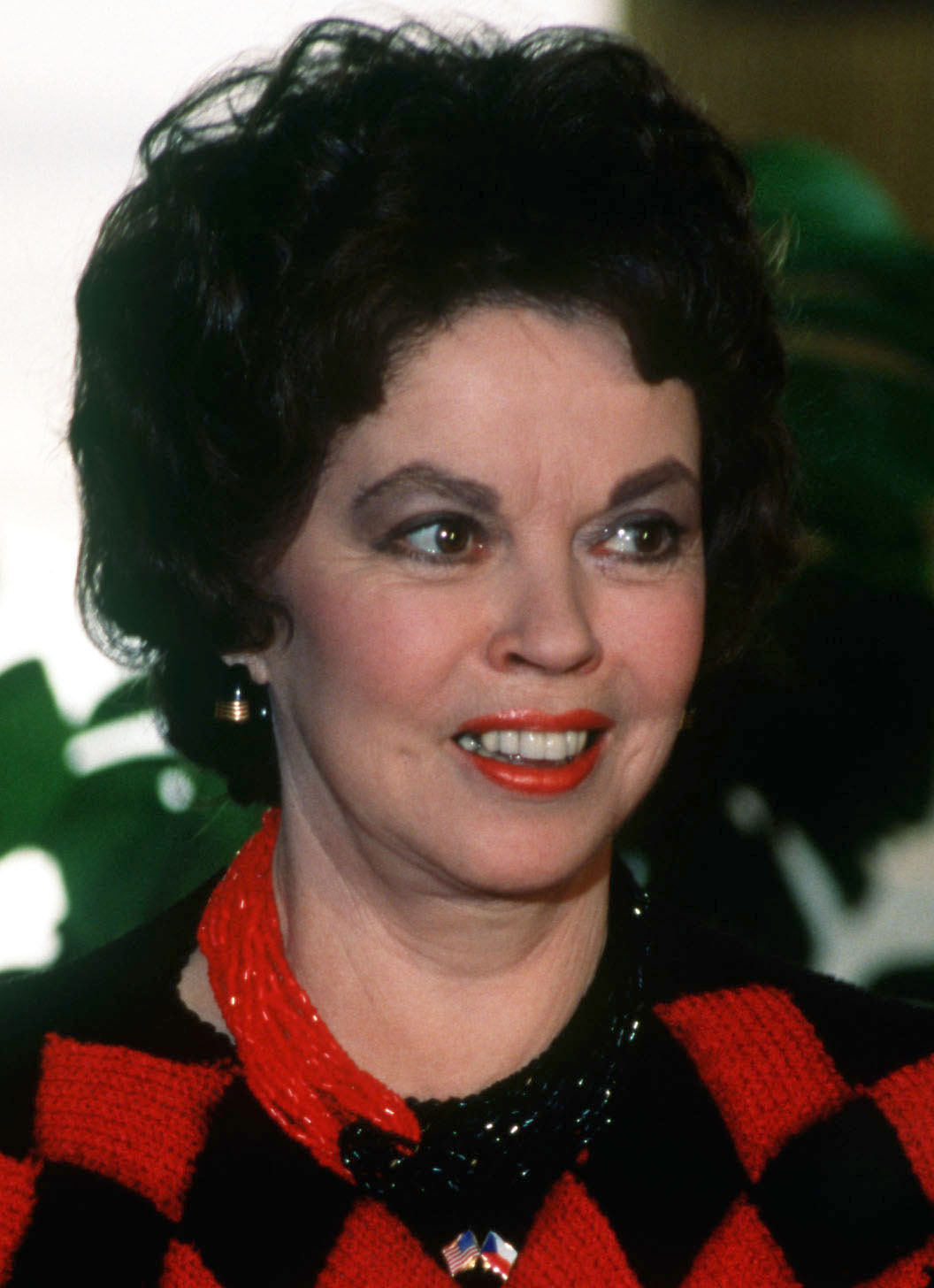
Shirley Temple nel 1990

Nel 1999 venne invitata allo show AFI's 100 Years... 10 Stars programmato dalla CBS, un programma dell'American Film Institute. La Temple è risultata la 18ª della lista. Nel 2001 lavorò come consulente per la ABC per il film televisivo Tip Tap & boccoli d'oro - La storia di Shirley Temple (Child Star: The Shirley Temple Story), basato in parte sulla sua autobiografia.
Nel 2004 Shirley Temple collaborò con la Legend films per restaurare e colorizzare i suoi vecchi film in bianco e nero, così come gli episodi della sua serie televisiva degli anni sessanta (originalmente girata su pellicola a colori) The Shirley Temple's Storybook Collection. Il 12 settembre 2005 Melissa Gilbert, in qualità di presidente della Screen Actors Guild annunciò la consegna a Shirley Temple del premio più prestigioso, lo Screen Actors Guild Life Achievement Award. Melissa Gilbert dichiarò: "Penso che nessuno meriti il SAG Life Achievement Award più di Shirley Temple Black. Il suo contributo all'industria dell'intrattenimento è stato senza precedenti. Ha vissuto una vita davvero notevole, una brillante attrice che il mondo ha conosciuto quando lei era solo una bambina. In ogni cosa che lei ha fatto, Shirley Temple Black ha dimostrato una grazia non comune, talento e determinazione, per non parlar della sua compassione e del coraggio. Quando era bambina ero entusiasta di ballare e cantare i suoi film e già di recente come presidente Guild sono stata orgogliosa di poter lavorare al suo fianco, come sua amica e collega. Lei ha avuto un'indelebile influenza sulla mia vita. Lei era il mio idolo quando io ero una ragazza e rimane il mio idolo ancora oggi".
Nell'aprile 2008 Shirley Temple si ruppe un braccio poco prima dell'ottantesimo compleanno, cadendo nella sua casa di periferia nella contea di San Mateo a Woodside. Morì di broncopneumopatia cronica ostruttiva il 10 febbraio 2014, all'età di 85 anni, nella sua casa di Woodside, accudita dai suoi familiari. È stata sepolta presso l'Alta Mesa Memorial Park, Palo Alto, California.

## Nella cultura di massa

### Omaggi
- Un celebre quadro di Salvador Dalí rappresenta Shirley come una sfinge, ed è intitolato Shirley Temple, il più giovane mostro sacro del cinema.
- Negli anni trenta sorsero in tutto il mondo numerosissimi club di fan di Shirley, uno in ogni nazione. Alcuni, in Europa, divennero più grandi dello stesso club statunitense.
- Andy Warhol, da bambino, fece parte del club di Shirley Temple polacco, ricevendo una lettera autografata dalla stessa Temple. Nella sua stanza appese alla parete, accanto al crocifisso, un collage di ritratti di Shirley, probabilmente la prima sua opera[12].
- Sulla copertina dell'Album dei Beatles Sgt. Pepper's Lonely Hearts Club Band Shirley Temple è l'unico personaggio ad apparire due volte: come sagoma di cartone accanto a George Harrison e come bambola sulla cui maglietta è stampata una frase ironica rivolta alla band rivale, "Welcome The Rolling Stones".
- Shirley Temple ha dato il nome ad un cocktail analcolico, fatto con Ginger ale e Granatina, inventato per lei da un barista di Waikiki, nelle Hawaii, durante un suo viaggio molto pubblicizzato che doveva servire anche a cementare l'amicizia fra i cittadini americani dell'arcipelago e quelli del continente. Oggi lo Shirley Temple cocktail è diffuso in tutto il mondo.
- Nel film Avvenne domani (1944) con Linda Darnell e Dick Powell, quando l'attrice era ormai adolescente e la sua carriera in declino come spiegato sopra, nella scena d'apertura, la bambina che recita la filastrocca è pettinata alla Temple ed indossa un vestitino simile a quello che lei aveva in una scena di Riccioli d'oro (1935), il suo film più famoso e apprezzato.
- Nel 1960 Henry Farrell, nel suo fortunato romanzo What ever happened to Baby Jane?, ambientò una terrificante vicenda di assassini nella casa di una ex-bimba prodigio cinquantenne. Da questo romanzo fu poi tratto nel 1962 il famoso film con Bette Davis. Tutti concordano nel riconoscere nella protagonista una parodia di Shirley Temple.
- Shirley Temple appare sotto forma di cartone animato in due cortometraggi di Walt Disney degli anni trenta: Paperino a caccia di autografi, con Paperino (cui regala un suo autografo, vestita da marinaretta come in Capitan Gennaio), e Mickey's Polo Team, con tutti i personaggi Disney inventati sino ad allora; in quest'ultimo cartone è seduta accanto ai tre porcellini.
- Fu proprio Shirley Temple a consegnare nel 1939 l'Oscar a Walt Disney per il film Biancaneve e i sette nani.
- Nell'episodio Ultimo tip-tap a Springfield della dodicesima stagione della nota serie animata I Simpson Lisa va a fare lezioni di ballo nella scuola di un'ex bambina prodigio, la Piccola Vichky, una chiara parodia di Shirley Temple. Sempre ne I Simpson nel terzo special di Halloween in King Homer, compare una piccola attrice molto simile alla Temple, che canta On the Good Ship Lollipop.
- Nel 1976, il regista Antoni Padrós dirige il film Shirley Temple Story, una versione umoristica e grottesca della vita dell'attrice. Il film è definito dallo stesso regista "un musical terroristico"[13].
- Nel film a tecnica mista Chi ha incastrato Roger Rabbit (1988) diretto da Robert Zemeckis, Benny il taxi con tono sarcastico risponde al protagonista che gli chiede se sia proprio lui: "No sono Shirley Temple".
- Nella serie animata Batman compare il personaggio della criminale Baby Doll, evidente omaggio a Shirley Temple, una ex attrice ormai adulta ma dall'aspetto ancora fanciullesco, dovuto ad una grave condizione fisica che letteralmente le impedisce di "crescere" fisicamente.
- Darla Dimple, antagonista principale del film d'animazione Cats Don't Dance, è sia per nome che per aspetto fisico una parodia di Shirley Temple, qui presentata come un'attrice adorabile e dolce sotto ai riflettori ma arrogante, egocentrica ed affamata di gloria dietro le quinte.
- Nella seconda stagione della serie Stranger Things la piccola Jane ("undici" nella prima stagione) viene più volte definita, con tono goliardico da parte di una banda di teppisti, "Shirley Temple" o più semplicemente "Shirley". Ciò probabilmente per via della sua giovane età e per il taglio di capelli.
- Nell'ottava stagione della serie animata My Little Pony: L'amicizia è magica, appare un personaggio molto simile e perciò probabilmente ispirato, a Shirley Temple sia per tratti estetici che caratteriali.
- Nel film J. Edgar (2011) diretto da Clint Eastwood, il protagonista (interpretato da Leonardo DiCaprio) incontra Shirley Temple (interpretata da Emily Alyn Lind) all'uscita del cinema.
- Nella serie animata La serie di Cuphead!, ambientata negli anni '30 e ricca di citazioni a quell'epoca, la tazza Chalice ha alcune movenze che ricordano Shirley Temple.
- Nella serie Netflix The Crown, Edoardo VIII, colui che abdicò al trono, soprannomina la nipote Elisabetta II come "Shirley Temple".

### Merchandising
L'immensa popolarità della Temple fu sfruttata anche in senso commerciale. Numerosi prodotti basati su di lei furono realizzati durante gli anni '30. La Ideal Toys progettò le bambole Shirley, vestite in costumi tratti dai film, che furono fra i giocattoli più venduti di quegli anni. Oggi le bambole originali Shirley Temple Dolls sono valutate migliaia di euro.
Altri prodotti di successo col marchio Shirley Temple furono nastrini, braccialetti, fermacapelli. Un popolare set per la colazione, blu cobalto e con un ritratto della Temple, fu dato come premio con i Wheaties e i Bisquick. Oltre ai prodotti più strettamente commerciali, la tenerezza che ispirava la Temple fu spesso utilizzata per cause sociali, come la raccolta fondi della Croce Rossa.
Innumerevoli canzoni della Temple, come On the Good Ship Lollipop (da La mascotte dell'aeroporto), Animal Crackers in My Soup (da Riccioli d'oro) e Goodnight My Love (da Cin Cin) furono grandi successi radiofonici.

## Filmografia

### Cinema
- Baby Burlesks, serial cinematografico, 8 episodi (1931-1933):

1. Runt Page, regia di Ray Nazarro (1931) - non accreditata
2. War Babies, regia di Charles Lamont (1932)
3. The Pie-Covered Wagon, regia di Charles Lamont (1932)
4. Glad Rags to Riches, regia di Charles Lamont (1932)
5. Kid in Hollywood, regia di Charles Lamont (1932)
6. The Kid's Last Fight, regia di Charles Lamont (1932)
7. Polly Tix in Washington, regia di Charles Lamont (1932)
8. Kid 'in' Africa, regia di Charles Lamont (1933)

- Red Haired Alibi, regia di Christy Cabanne (1932)
- Frolics of Youth, serial cinematografico, 4 episodi (1933-1934):

1. Merrily Yours, regia di Charles Lamont (1933)
2. What's to Do?, regia di Charles Lamont (1933)
3. Pardon My Pups, regia di Charles Lamont (1934)
4. Managed Money, regia di Charles Lamont (1934)

- Dora's Dunking Doughnuts, regia di Harry Edwards - cortometraggio (1933)
- New Deal Rhythm (1933)
- Out All Night, regia di Sam Taylor (1933)
- To the Last Man, regia di Henry Hathaway (1933) - non accreditata
- Joanna (Carolina), regia di Henry King (1934) - non accreditata
- Tanya (Mandalay), regia di Michael Curtiz (1934) - scene eliminate
- As the Earth Turns, regia di Alfred E. Green (1934)
- Il trionfo della vita (Stand Up and Cheer), regia di Hamilton MacFadden (1934)
- Primo amore (Change of Heart), regia di John G. Blystone (1934)
- Little Miss Marker, regia di Alexander Hall (1934)
- Now I'll Tell, regia di Edwin J. Burke (1934)
- Piccola stella (Baby Take a Bow), regia di Harry Lachman (1934)
- Rivelazione (Now and Forever), regia di Henry Hathaway (1934)
- La mascotte dell'aeroporto (Bright Eyes), regia di David Butler (1934)
- Il piccolo colonnello (The Little Colonel), regia di David Butler (1935)
- Un angolo di paradiso (Our Little Girl), regia di John S. Robertson (1935)
- Riccioli d'oro (Curly Top) regia di Irving Cummings (1935)
- La piccola ribelle (The Littles Rebel), regia di David Butler (1935)
- Capitan Gennaio (Captain January), regia di David Butler (1936)
- Una povera bimba milionaria (Poor Little Rich Girl), regia di Irving Cummings (1936)
- La reginetta dei monelli (Dimples), regia di William A. Seiter (1936)
- Cin Cin (Stowaway) regia di William A. Seiter (1936)
- Alle frontiere dell'India (Wee Willie Winkie), regia di John Ford (1937)
- Zoccoletti olandesi (Heidi), regia di Allan Dwan (1937)
- Rondine senza nido (Rebecca of Sunnybrook Farm), regia di Allan Dwan (1938)
- L'idolo di Broadway (Little Miss Broadway), regia di Irving Cummings (1938)
- Dietro l'angolo (Just around the Corner), regia di Irving Cummings (1938)
- La piccola principessa (The Little Princess) regia di Walter Lang (1939)
- Susanna e le giubbe rosse (Susannah of the Mounties), regia di William A. Seiter (1939)
- Alla ricerca della felicità (The Blue Bird), regia di Walter Lang (1940)
- Non siamo più bambini (Young people), regia di Allan Dwan (1940)
- Kathleen, regia di Harold S. Bucquet (1941)
- Miss Annie Rooney, regia di Edwin L. Marin (1942)
- Da quando te ne andasti (Since you Went Away), regia di John Cromwell (1944)
- Al tuo ritorno (I'll Be Seeing You), regia di William Dieterle (1944)
- Non parlare, baciami (Kiss and Tell), regia di Richard Wallace (1945)
- Serenata messicana (Honeymoon), regia di William Keighley (1947)
- L'intraprendente signor Dick o Vento di primavera (The Bachelor and the Bobby-Soxer) regia di Irving Reis (1947)
- Età inquieta (That Hagen Girl), regia di Peter Godfrey (1947)
- Il massacro di Fort Apache (Fort Apache), regia di John Ford (1948)
- Bella e bugiarda (A Kiss for Corliss) regia di Richard Wallace (1948)
- Diana vuole la libertà (Adventure in Baltimore), regia di Richard Wallace (1949)
- Il signor Belvedere va in collegio (Mr. Belvedere Goes to College), regia di Elliott Nugent (1949)
- The Story of Seabiscuit regia di David Butler (1949)

### Televisione
- Le grandi fiabe (Shirley Temple's Storybook) - serie TV (1958-1961)
- The Red Skelton Hour - serie TV, 1 episodio (1963)

## Riconoscimenti
- Premio Oscar
  - 1935 – Oscar giovanile
- Young Hollywood Hall of Fame (1930's)

## Doppiatrici italiane
- Miranda Bonansea in Primo amore, Rivelazione, La mascotte dell'aeroporto, Il piccolo colonnello, Un angolo di paradiso, Riccioli d'oro, La piccola ribelle, Capitan Gennaio, Una povera bimba milionaria, La reginetta dei monelli, Cin Cin, Alle frontiere dell'India, Zoccoletti olandesi, Rondine senza nido, L'idolo di Broadway, Dietro l'angolo, La piccola principessa, Susanna e le giubbe rosse, Alla ricerca della felicità, Non siamo più bambini, Da quando te ne andasti, Al tuo ritorno, Non parlare, baciami, Serenata messicana, Vento di primavera, Età inquieta, Il massacro di Fort Apache, Diana vuole la libertà, Il signor Belvedere va in collegio
- Barbara De Bortoli nei ridoppiaggi di Il trionfo della vita, Piccola stella, La mascotte dell'aeroporto, Il piccolo colonnello, La reginetta dei monelli, Rondine senza nido, L'idolo di Broadway, Dietro l'angolo, Susanna e le giubbe rosse, Alla ricerca della felicità, Non siamo più bambini
- Ilaria Stagni nei ridoppiaggi di Riccioli d'oro, La piccola ribelle, Capitan Gennaio, Una povera bimba milionaria, Cin Cin, Zoccoletti olandesi, La piccola principessa
- Eva Padoan in La piccola principessa (2º ridoppiaggio)
- Paola Valentini in Diana vuole la libertà (ridoppiaggio)